# Cranioleuca semicinerea
El curutié cabecigrís o curutié de cabeza gris (Cranioleuca semicinerea), es una especie de ave paseriforme de la familia Furnariidae perteneciente al numeroso género Cranioleuca.  Es endémica del noreste y centro de Brasil.

## Distribución y hábitat
Se distribuye por el este de Brasil desde Ceará y Alagoas hacia el sur hasta el sur de Goiás, extremo norte de Minas Gerais y Bahia. Registros recientes confirmados en el oeste de Piaui.
Esta especie es considerada poco común y local en su hábitat natural: el dosel y los bordes de bosques, tanto húmedos como caducifolios, hasta los 800 m de altitud.

## Sistemática

### Descripción original
La especie C. semicinerea fue descrita por primera vez por el naturalista alemán Ludwig Reichenbach en 1853 bajo el nombre científico Leptoxyura semicinerea; la localidad tipo es: «Bahia, Brasil».

### Etimología
El nombre genérico femenino «Cranioleuca» se compone de las palabras del griego «κρανιον kranion»: cráneo, cabeza, y «λευκος leukos»: blanco, en referencia a la corona blanca de la especie tipo: Cranioleuca albiceps; y el nombre de la especie «semicinerea», se compone de las palabras del latín «semi»: mitad, medio  y «cinereus»: de color gris ceniciento; en referencia al color del plumaje de la especie.

### Taxonomía
Los datos filogenéticos indican que la presente especie es pariente más próxima de Cranioleuca hellmayri y C. subcristata, y que las tres forman un grupo hermanado con C. demissa.
Las clasificaciones del Congreso Ornitológico Internacional (IOC) y Aves del Mundo (HBW) consideran que la presente especie es monotípica, con base en que las diferencias de plumaje de las subespecies propuestas C. semicinerea pallidiceps (de Ceará), descrita como más pálida en general, y C. semicinerea goyana (del sur de Goiás), descrita como teniendo la corona y los auriculares más oscuros y la lista superciliar más evidente, aparentemente representan variaciones individuales.

### Subespecies
Según la clasificación Clements Checklist/eBird v.2019 se reconocen dos subespecies, con su correspondiente distribución geográfica:
- Cranioleuca semicinerea semicinerea  (Reichenbach, 1853) – noreste de Brasil (Ceará, Alagoas, hasta el sur de Bahia y  norte de Minas Gerais)
- Cranioleuca semicinerea goyana Pinto, 1936 – centro este de Brasil (centro sur de Goiás).